# Apple Valley (California)
Apple Valley (Valle de la Manzana) es una ciudad del Condado de San Bernardino en el estado de California (Estados Unidos), tiene una población de 72.922 habitantes (estadística de 2008). La ciudad se encuentra a unos 20 km al este de la vecina Victorville, 60 km al sur de Barstow y a unos 74 km al norte de San Bernardino a través del puerto de montaña Cajón Pass.